# Imre Kertész
Imre Kertész (9 tháng 11 năm 1929 — 31 tháng 3 năm 2016) là nhà văn người Hungary gốc Do Thái, đã sống sót trại tập trung Holocaust, đoạt giải Nobel Văn học năm 2002 "cho các tác phẩm đề cao trải nghiệm mong manh của cá nhân chống lại các độc đoán man rợ của lịch sử". Ông là người Hungary đầu tiên giành giải Nobel Văn học. Tác phẩm của ông đối phó với các chủ đề của Holocaust phát xít, độc tài và tự do cá nhân. Ông mất ngày 31 tháng 3 năm 2016 ở tuổi 86 tại nhà riêng ở Budapest sau khi bị bệnh Parkinson trong nhiều năm.

## Tiểu sử
Imre Kertész sinh tại thủ đô Budapest, mười lăm tuổi đã bị quân Đức bắt vào trại tập trung Auschwitz, sau đó đến trại tập trung Buchenwald, nhưng may mắn còn được sống sót và đến năm 1945, khi Đức quốc xã bị tiêu diệt thì được giải thoát. Hồi ức về những ngày kinh hoàng đó trở thành đề tài chủ đạo trong các tác phẩm của ông sau này. Sau chiến tranh ông trở thành nhà báo, nhà văn và dịch giả văn học Đức.
Tiểu thuyết đầu tay Sosrtalanság (Không số phận, 1975) ghi lại những điều khủng khiếp ở trại tập trung của những tù nhân chờ ngày chết. Khả năng tồn tại của những tù nhân tại Auschwitz là minh chứng cho nguyên lý "Sống là thích ứng" - sự chung sống hàng ngày hàng giờ của loài người với thế giới xung quanh. Đề tài này được ông tiếp tục phát triển trong tiểu thuyết Kaddis a meg nem szỹletett gyermekért (Kinh cầu cho đứa bé chưa ra đời, 1990). Ở tác phẩm này ông đi sâu phân tích một tình cảm nghịch dị, phi lý rằng chính trại tập trung lại trở thành ngôi nhà thân thuộc của người tù. Những câu chuyện tự thuật của ông về những người tù trong trại tập trung được gọi là thứ văn học mà "trong đó sự mong manh của nhân cách được đưa ra đối lập với chủ nghĩa độc tài dã man của lịch sử".
Kertész từng nhận các giải thưởng như giải Văn chương Brandenburg năm 1995, giải Sách cho bạn đọc châu Âu năm 1997, giải Viện Hàn lâm Darmstadt năm 1997, giải Văn chương Thế giới năm 2000, Huy chương Goethe năm 2004... Năm 2002, Kertész được tặng giải Nobel cho tiểu thuyết Không số phận giàu tính nhân bản, đưa ra câu trả lời cho câu hỏi "làm sao cá nhân có thể tiếp tục sống và tư duy trong thời đại mà xã hội càng ngày càng bắt các cá thể phụ thuộc vào mình". Ông là nhà văn Hungary đầu tiên và duy nhất từ trước đến nay được trao giải Nobel Văn học.
Trong tháng 11 năm 2013, Kertész trải qua một cuộc phẫu thuật thành công ở hông phải của mình sau khi bị ngã trong nhà của mình. Ông qua đời ở Budapest ngày 31 tháng 3 lúc 86 tuổi.

## Tranh cãi
Kertész là một nhân vật gây tranh cãi tại Hungary, đặc biệt là kể từ khi ông là người đầu tiên và duy nhất của Hungary đoạt giải Nobel Văn học, nhưng ông vẫn sống ở Đức. Sự căng thẳng này càng trầm trọng hơn bởi một cuộc phỏng vấn năm 2009 với tờ báo Die Welt, trong đó Kertész cho mình là một " Berliner " (người Berlin) và cho là Budapest "hoàn toàn bị balkan hóa."  Nhiều tờ báo Hungary phản ứng tiêu cực với lời tuyên bố này, cho đó là đạo đức giả. Các nhà phê bình khác xem nhận xét của Budapest một cách mỉa mai, nói rằng nó đại diện cho "một chính sách ác cảm mà là đau đớn thay và không thể nhầm lẫn, đặc trưng của Hungary."  Kertész sau đó làm rõ trong một cuộc phỏng vấn của đài Duna TV rằng lời bình luận của ông có ý tưởng "xây dựng" và gọi Hungary là "quê hương của mình." 

## Tác phẩm
- Sorstalanság (1975)[9]
  - Fateless, translated by Christopher C. Wilson and Katharina M. Wilson (1992). Evanston, Illinois: Northwestern University Press. ISBN 0-8101-1049-0 and ISBN 0-8101-1024-5
  - Fatelessness, translated by Tim Wilkinson (2004). New York: Vintage International. ISBN 1-4000-7863-6
- A nyomkereső (1977)[9]
  - The Pathseeker, translated by Tim Wilkinson (2008). Brooklyn, New York: Melville House Publishing. ISBN 978-1-933633-53-4
- Detektívtörténet (1977)[9]
  - Detective Story, translated by Tim Wilkinson (2008). London: Harvill Secker. ISBN 1-84655-183-8
- A kudarc (1988)[9]
  - Fiasco, translated by Tim Wilkinson (2011). Brooklyn, New York: Melville House Publishing. ISBN 978-1-935554-29-5
- Kaddis a meg nem született gyermekért (1990)[9]
  - Kaddish for a Child Not Born, translated by Christopher C. Wilson and Katharina M. Wilson (1997). Evanston, Illinois: Hydra Books. ISBN 0-8101-1161-6
  - Kaddish for an Unborn Child, translated by Tim Wilkinson (2004), New York: Vintage International. ISBN 1-4000-7862-8
- Az angol lobogó (1991)[9]
  - The Union Jack, translated by Tim Wilkinson (2010). Brooklyn, New York: Melville House Publishing. ISBN 978-1-933633-87-9
- Gályanapló (1992)[9]
- A holocaust mint kultúra: Három előadás (1993)[9]
- Jegyzőkönyv (1993)[9]
- Valaki más: A változás krónikája (1997)[9]
- A gondolatnyi csend, amíg a kivégzőosztag újratölt (1998)[9]
- A száműzött nyelv (2001)[9]
- Felszámolás (2003)[9]
  - Liquidation, translated by Tim Wilkinson (2004). New York: Knopf. ISBN 1-4000-4153-8
- K. dosszié (2006)
  - Dossier K, translated by Tim Wilkinson (2013). Brooklyn, New York: Melville House Publishing. ISBN 978-1-61219-202-4
- Európa nyomasztó öröksége (2008)[10]
- Mentés másként (2011)[11]
- A végső kocsma (2014)[2]